# 나카하라 류타로
나카하라 류타로(中原 龍太郎, 1979년 10월 1일 출생)는 에그지트 튠즈 소속, 코나미의 외주 아티스트인 DJ, 게임 음악 작곡가이다. 코나미에서 제작한 음악게임, 비마니시리즈에서 Ryu☆라는 명의로 활동하고 있다. 후쿠오카현 출신. 큐슈예술공과대학(九州芸術工科大学/현 큐슈대학 예술공학부) 입학. 큐슈대학 대학원 예술공학부 석사과정 종료.

## 개요
2000년에 《비트매니아 IIDX 3rdStyle》의 공식 사이트에서 개최된 일반 공모에서 악곡이 채용되어, 동 시리즈 4thStyle에서 〈starmine〉을 제공함으로써 데뷔. (같은 악곡 모집에서 채용된 동기로 사이토 고스케가 있다) 5thStyle 이후로 악곡 제공을 하지 않다가, 2003년에 가동안 9thStyle에서 〈Abyss -The Heavens Remix-〉를 제공하면서 복귀한다. 이후로 IIDX 시리즈의 레귤러 멤버로서 악곡 제공을 지속하고 있다.
제작곡의 특징으로는 해피 하드코어나 댄스 뮤직이 많다는 점을 들 수 있다. 클럽 이벤트에 DJ로 참가하는 경우도 많아 다른 아티스트 작품에 악곡제공(teranoid&MCnatsack 및 사이토 고스케의 앨범 등)도 하고 있다. 발매 장수가 매우 적으며, 그의 클럽 이벤트에서의 악곡을 담은 아날로그반이 존재한다.
댄서이면서, 같은 후쿠오카현출신인 Dai와 HHH라고 하는 유닛을 결성하였다. (후에 VJ로 Halka가 가입) 《beatmaniaIIDX13 DistorteD》에 수록된 HHH 명의의 악곡 〈So Fabulous!!〉의 무비에는 나카하라 본인도 등장한다.덧붙여 HHH에 가입할 수 있는 조건으로서, 나카하라 자신이 "'야마카사가 있기에(山笠があるけん、)'라고 들으면 주저없이, '○○○○○！'라고 소리칠 수 있는 사람"이라고 말한 것으로 보아, 후쿠오카 출신자가 조건인 것으로 생각된다. (이전 후쿠오카 지방방송에서 방송된 CM에 이러한 대사가 있었기 때문)
2009년 10월 15일에 코나미 스타일(コナミスタイル)에서 첫 앨범 《starmine》을 발매했다. 2010년 11월 3일에 에그지트 튠즈에서 2nd앨범 《AGEHA》를 발매했다. 2011년 12월 7일에 3rd 앨범 《Rainbow☆Rainbow》를 발매했다. 2012년 12월 5일에 4th 앨범 《Sakura Luminance》를 발매했다.
2013년7월 3일, 5th 앨범 《Plan 8》을 발매했으며, 같은해 크리스마스날에, 공식 6집은 아니지만 《BLUE DRAGON》을 발매하였다. 이 앨범의 특징으로는, 청룡명의로 낸 최초의 앨범이라는 특징이 있다.

## 명의
〈starmine〉으로 beatmania IIDX 시리즈에 데뷔할 당시에는 Ryu라는 명의를 사용하였다. 이후 비마니에 악곡을 제공하는 과정에서 그 명의가 Ryu*로 바뀌었으며 현재는 Ryu☆로 굳어진 상태다. 또한 Ryu☆는 장르와 활동 무대에 따라 다양한 명의를 사용해서 활동하고 있다.
대한민국 내 한정으로, 인코징이 깨짐으로써 나타나는 Ryu걲을 한글로 완전히 바꾼 류걲이 별칭으로 사용되고 있으며, 본 명의의 독음인 Ryu Star보다 자주 사용되고 있다.